# Rematinvest
Rematinvest este o companie care se ocupă cu reciclarea fierului vechi, din România, cu sediul la Cluj.
Compania a fost înființată în 2003, în urma unui parteneriat româno-german și a încheiat anul 2006 cu o cifră de afaceri la nivel de grup de peste 50 de milioane de euro, grupul Rematinvest cuprinzând Remat Alba, Remat Bihor, Remat Sălaj și Remat Satu-Mare.
Rematinvest deține 12 centre de procesare și mai multe puncte de colectare în toată Transilvania.
Grupul german Scholz deține 50% din acțiunile Rematinvest.